# Херсонський гайдамацький полк
Херсонський гайдамацький полк — (повна назва Херсонський гайдамацький полк Одеської гайдамацької дивізії) З проголошенням І та ІІ Універсалів Українською Центральною Радою, українська адміністрація в Херсоні потребувала військової сили, спершись на яку можна було б утримувати владу в умовах жорсткої політичної боротьби. Власних українських військових частин Херсон ще не мав. Створена в нашому місті 18 травня 1917 року Українська Військова Громада мала скорше просвітницький, ніж мілітарний характер.
У той же період (липень-вересень 1917 року) в Одесі з прибуваючих вояків-українців починають організовуватись відділи, що приймають назву «козацьких» або «гайдамацьких».

Сучасний вигляд будинку, в якому квартирувався Херсонський гайдамацький полк. м. Херсон, вул. Пестеля, 1

Формування цього — першого за назвою і фактом своєї появи — гайдамацького куреня проводив сотник Василь Сахно-Устимович. Основу куреня становили вояки Південно-Західного та Румунського фронтів, що перебували в Одесі на лікуванні. До 20 вересня 1917 року формування загалом було завершено і до складу куреня входили 6 піших, 1 кулеметна, 1 кінна сотні та гарматна батарея (з двох гармат). У вересні розпочалось формування другого гайдамацького куреня, командиром якого було призначено капітана Орлова. Курінь складався з 2 піших, 1 кулеметних, 1 кінних сотень та допоміжних підрозділів. Паралельно підполковник Продьмо організовував третій гайдамацький курінь у складі: 3 кінних та 1 кінно-кулеметна сотні. Зі складу 1 куреня першого жовтня 1917 року до Херсона було вислано кулеметний відділ з 20 кулеметами під командуванням штабс-капітана Мацана для допомоги в організації місцевого гайдамацького підрозділу.
Невдовзі в Херсоні був сформований Херсонський гайдамацький полк Одеської гайдамацької дивізії. Полк квартирувався в будинку ІІ Чоловічої гімназії (нині військова частина на вул. Пестеля, 1)